# Action mondiale des peuples
Pour les articles homonymes, voir AMP.

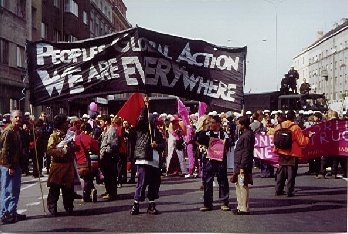
Action mondiale des peuples

Action mondiale des peuples ou AMP (anglais : Peoples' Global action, PGA) est une coordination mondiale de mouvements sociaux radicaux, qui promeuvent des campagnes ou des actions directes de résistance au capitalisme et à la mondialisation. Ces mouvements veulent la justice sociale, environnementale, l'autonomie et se situent à la frange radicale du mouvement altermondialiste.

## Origines
L'idée originellement vint en 1996 lors de la première rencontre intercontinentale pour l'humanité et contre le néolibéralisme organisée par les zapatistes à Aguascalientes où se retrouvèrent 6 000 participants du monde entier, dans le contexte de la révolte du Chiapas. Juillet de l'année suivante, la deuxième rencontre en Espagne conforte cette impulsion.
Et en 1998,  naissance officielle de l'AMP à Genève.

## Principes
AMP peut être vue plutôt comme un instrument de communication et de coordination plutôt qu'une organisation.  Il n'y a pas d'affiliation comme membre et personne ne peut parler en son nom, pas de représentant ni de leader quoique des "convenors" continentaux soient élus pour organiser les conférences et maintenir les outils de communication.
Un convenor est un collectif régional, rééligible qui se charge en général de l'organisation d'une conférence, il y a parfois plusieurs convenors par région.
- L'identité, la marque de l'AMP est dans ces 5 principes (hallmarks) :

Elles furent mises au point en 96 mais ont depuis évolué pour prendre plus clairement une tournure anti-capitaliste et plus seulement anti néo-libérale, pour éviter toute confusion avec l'aile droite de l'antimondialisation et aussi pour renforcer la perspective sur le féminisme radical ou le genre.
1. Un rejet très clair du féodalisme, du capitalisme, et de l'impérialisme, ainsi que de tous les accords commerciaux, institutions et gouvernements promoteurs d'une mondialisation destructrice.
2. Un rejet très clair de toutes formes et systèmes de domination et de discrimination dont (et de manière non exhaustive) le patriarcat, le racisme et le fondamentalisme religieux de toutes croyances. Nous reconnaissons la dignité entière de tous les êtres humains ;
3. Une attitude de confrontation, puisque nous ne pensons pas que le " lobbying " puisse avoir un impact majeur sur des organisations à tel point partiales et antidémocratiques, pour lesquelles le capital transnational est le seul facteur réel déterminant leur politique.
4. Un appel à l'action directe et à la désobéissance civile, au soutien aux luttes des mouvements sociaux, mettant en avant des formes de résistance qui maximisent le respect pour la vie et pour les droits des peuples opprimés, ainsi qu'à la construction d'alternatives locales au capitalisme mondial.
5. Une philosophie organisationnelle fondée sur la décentralisation et l'autonomie.

## Historique de l'Action mondiale des peuples
Conférence internationale : la première s'est déroulée à Genève en 1998, puis à Bangalore en Inde (aout 1999) à Cochabamba en Bolivie (septembre 2001), à Belgrade en Serbie-Monténégro (2004) et la dernière en France du 19 août au 3 septembre 2006. Elle s'est déroulée en deux temps : un moment décentralisé de 9 jours, sur au moins cinq sites (Toulouse, Dijon, Bellevue dans le Limousin, Frayssinous et Lyon) et un moment centralisé de 5 jours à l'Espace autogéré des Tanneries de Dijon, après 2 jours de battement. Le collectif STAMP (également appelé Les Timbré-e-s) tient cette fois le rôle d'animateur, pour faciliter le processus d'organisation de la conférence.